# Microcebus macarthurii
Microcebus macarthurii is een zoogdier uit de familie van de dwergmaki's (Cheirogaleidae). De wetenschappelijke naam van de soort werd voor het eerst geldig gepubliceerd door Radespiel et al. in 2008. De soort is vernoemd naar de MacArthur Foundation die de studies financierden die onder andere de ontdekking van het dier mogelijk maakte.

## Verspreiding en leefgebied
Microcebus macarthurii is alleen aangetroffen in de regenwouden van Makira Natural Park, in het noordoosten van Madagaskar. Deze wouden hebben nog geen definitieve beschermde status van de regering en worden bedreigd door ontbossing om plaats te maken voor landbouwgrond. Microcebus macarthurii is daarom als 'bedreigd' opgenomen op de Rode Lijst van de IUCN.